# 長月 (初代神風型駆逐艦)
|          | |
| 艦歴     | |
| 計画     | 1905年度 |
| 起工     | 1905年10月28日 |
| 進水     | 1906年12月15日 |
| 就役     | 1907年7月31日 |
| その後   | 1912年8月28日三等駆逐艦 1924年12月1日掃海艇編入 1928年8月1日第十一号掃海艇 (初代) と改名 1930年6月1日廃駆逐艦第11号と仮称 |
| 除籍     | 1930年6月1日 |
| 廃船     | 1930年7月2日 |
| 売却     | 1931年5月28日 |
| 性能諸元 | |
| 排水量   | 常備：381t 満載：450t |
| 全長     | 69.2メートル |
| 全幅     | 6.6メートル |
| 吃水     | 1.8メートル |
| 機関     | レシプロエンジン2基2軸、6,000hp                                                                                           |
| 最大速力 | 29ノット |
| 航続距離 | 11ノット/850カイリ |
| 乗員     | 70人 |
| 兵装     | 80mm（40口径）単装砲 2門 80mm（28口径）単装砲 4門 450mm魚雷発射管 2門                                                     |

長月（ながつき）は、大日本帝国海軍の駆逐艦で、神風型駆逐艦 (初代)の28番艦である。同名艦に睦月型駆逐艦の「長月」があるため、こちらは「長月 (初代)」や「長月I」などと表記される。

## 艦歴
1905年（明治38年）9月27日、命名（製造番号28号）。同年10月28日、浦賀船渠で起工。1906年（明治39年）12月15日、進水。同月26日、駆逐艦に類別。1907年（明治40年）7月31日、竣工。
第一次世界大戦では、シンガポール方面の警備に従事した。
1924年（大正13年）12月1日、掃海艇に編入。1928年（昭和3年）8月1日、第30号駆逐艦が睦月型駆逐艦「長月」と改名される。これにともない「掃海艇 長月」は第十一号掃海艇に改称。
1930年（昭和5年）6月1日、除籍。廃駆逐艦第11号（2代目）と仮称。同年7月2日、廃船。1931年（昭和6年）5月28日、売却。

## 艦長
※『日本海軍史』第9巻・第10巻の「将官履歴」及び『官報』に基づく。
駆逐艦長
- （兼）河合退蔵 大尉：1907年6月5日 - 7月1日
- 河合退蔵 大尉：1907年7月1日 - 9月3日
- 水谷耕喜 大尉：1907年9月3日 - 9月28日
- 山崎正策 大尉：1907年9月28日 - 1908年6月23日
- 伊東真三郎 大尉：1908年6月23日 - 1909年2月20日
- 山本節介 大尉：1909年2月20日 - 10月1日
- 柘植道二 大尉：1909年10月1日 - 1911年12月1日
- 松浦四郎 大尉：1911年12月1日 - 1912年12月1日
- 松本謙之助 大尉：1912年12月1日 - 不詳
- 北川保橘 少佐：不詳 - 1916年12月1日
- 村田章一 大尉：1916年12月1日 - 1917年12月1日[12]
- 松岡弘人 大尉：1917年12月1日[12] - 1918年3月12日[13]
- 角田貞雄 大尉：1918年3月12日[13] - 1919年4月1日[14]
- 本田源三 大尉：1919年4月1日[14] - 1921年3月9日[15]
- 伊藤長 大尉：1921年3月9日[15] - 1922年11月1日[16]
- 直塚八郎 大尉：1922年11月10日 - 1923年12月1日
- 高橋一松 大尉：1923年12月1日 - 1924年12月1日

掃海艇長
- 高橋一松 大尉：1924年12月1日 - 1925年12月1日
- 杉本道雄 大尉：1925年12月1日 - 1926年10月15日
- 高橋棐 大尉：1926年10月15日[17] - 1928年12月10日[18]
- 佐藤康夫 大尉：1928年12月10日 - 1929年5月10日
- 上田光治 大尉：1929年5月10日[19] - 1930年1月20日[20]